# Imam Sodikin
Imam Sodikin Irawan (* 4. Juni 1980 in Bandung) ist ein indonesischer Badmintonspieler, der später in Schweden startete. 

## Karriere
Für Indonesien gewann Imam Sodikin 2000 Bronze bei der Asienmeisterschaft. 2003 wurde er indonesischer Meister im Herrendoppel und im Mixed. Bereits 2005 fuhr er dann erste Siege für seine neue Heimat Schweden ein, als er die Scottish Open und die Norwegian International gewann. 2006 war er in beiden Ländern erneut erfolgreich und gewann auch die Swedish International Stockholm, die Hungarian International und die Belgian International. 2007 wurde er schwedischer Meister.

## Sportliche Erfolge
| Saison    | Veranstaltung                   | Disziplin    | Platz | Name                                             |
| --------- | ------------------------------- | ------------ | ----- | ------------------------------------------------ |
| 2000      | Asienmeisterschaft              | Herrendoppel | 3     | Imam Sodikin / Luluk Hadiyanto                   |
| 2001      | Thailand Open                   | Mixed        | 5     | Imam Sodikin Irawan / Lina Marlina               |
| 2002      | Thailand Open                   | Herreneinzel | 5     | Imam Sodikin Irawan / Lina Marlina               |
| 2003      | Indonesische Meisterschaft      | Mixed        | 1     | Imam Sodikin / Monica                            |
| 2003      | Indonesische Meisterschaft      | Herrendoppel | 1     | Imam Sodikin / Davis Efraim                      |
| 2005      | Scottish Open                   | Herrendoppel | 1     | Imam Sodikin Irawan / Andi Hartono               |
| 2005      | Norwegian International         | Herrendoppel | 1     | Vidre Wibowo / Imam Sodikin Irawan               |
| 2006      | Norwegian International         | Mixed        | 1     | Imam Sodikin Irawan / Elin Bergblom              |
| 2006      | Scottish Open                   | Herrendoppel | 1     | Imanuel Hirschfeld / Imam Sodikin                |
| 2006      | Hungarian International         | Herrendoppel | 1     | Imanuel Hirschfeld / Imam Sodikin                |
| 2006      | Belgian International           | Herrendoppel | 1     | Imanuel Hirschfeld / Imam Sodikin                |
| 2006      | Swedish International Stockholm | Mixed        | 1     | Imam Sodikin Irawan / Cynthia Tuwankotta         |
| 2006/2007 | Schweden: Einzelmeisterschaft   | Mixed        | 1     | Imam Sodikin / Elin Bergblom (Uppsala KFUM)      |
| 2006/2007 | Schweden: Einzelmeisterschaft   | Herrendoppel | 1     | Imam Sodikin / Imanuel Hirschfeld (Uppsala KFUM) |
| 2007      | Swedish International Stockholm | Herrendoppel | 1     | Imam Sodikin / Imanuel Hirschfeld                |
| 2009      | Turkey International            | Herrendoppel | 1     | Joel Johansson-Berg / Imam Sodikin               |